# سكوت كارول
سكوت كارول (بالإنجليزية: Scott Carroll)‏ هو لاعب كرة قدم أمريكية أمريكي، ولد في 24 سبتمبر 1984 في كانساس سيتي في الولايات المتحدة.

## وصلات خارجية
- سكوت كارول على موقع دوري كرة القاعدة الرئيسي (الإنجليزية)
- سكوت كارول على موقعبيزبول رفرنس.كوم (الدوري الرئيسي) (الإنجليزية)
- سكوت كارول على موقعبيزبول رفرنس.كوم (الدوري الثانوي) (الإنجليزية)
- سكوت كارول على موقع إي إس بي إن.كوم (أم.أل.بي) (الإنجليزية)
- سكوت كارول على موقع مشجعي الرسوم البيانية (الإنجليزية)